# Gottlieb von Windisch-Graetz

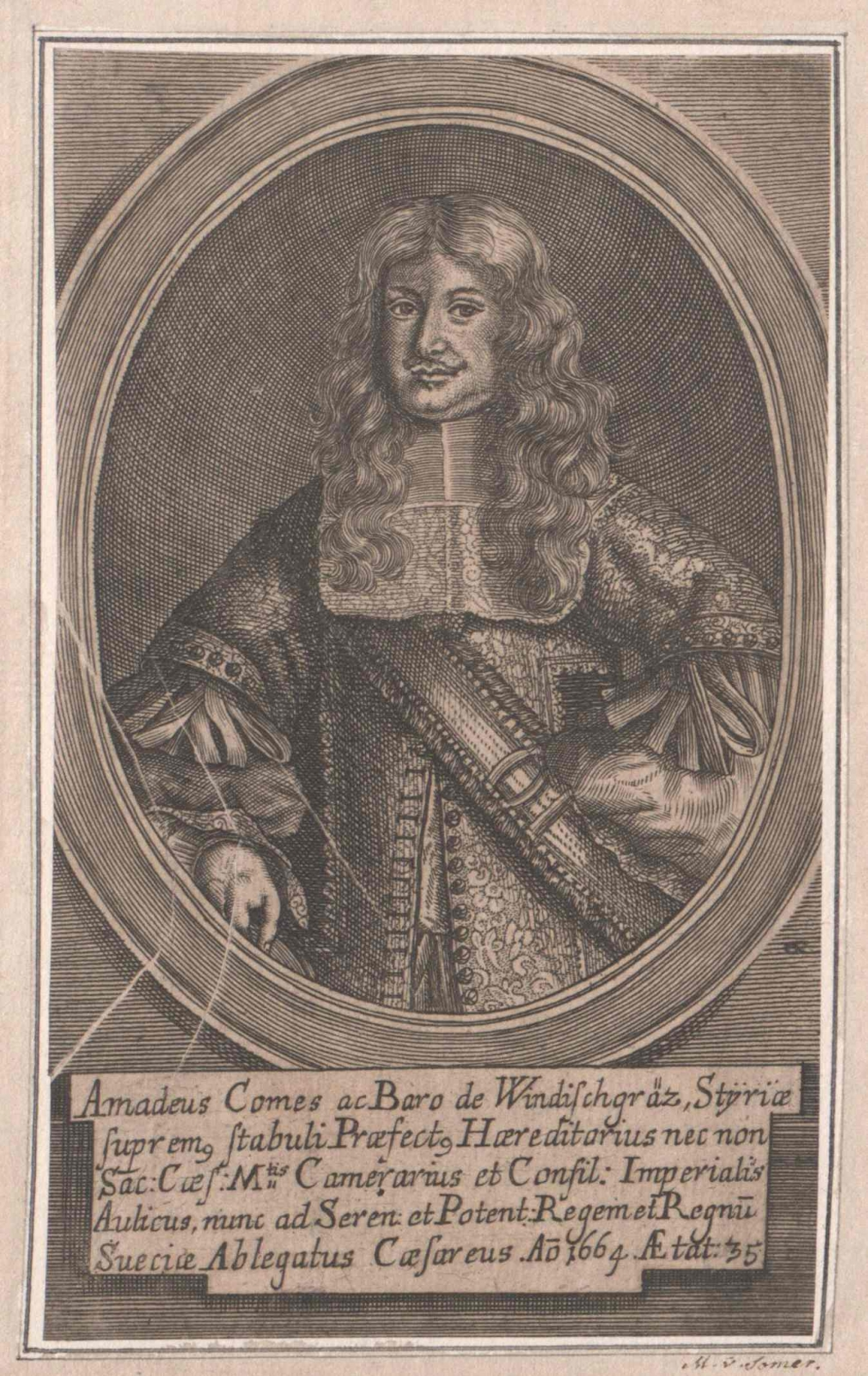
Gottlieb Amadeus Windischgrätz (1630–1695)

Gottlieb (Amadeus) Graf von Windisch-Graetz (seit 1682 Reichsgraf) (* 13. März 1630 in Regensburg; † 25. Dezember 1695 in Wien) war ein Politiker und Diplomat in kaiserlich-habsburgischen Diensten.

## Herkunft
Gottlieb (Amadeus) war der Sohn von Bartholomäus von Windisch-Graetz (* 3. Januar 1593; † 23. November 1633) und dessen Ehefrau die Freiin Anne Sidonia von Herberstein († 1654).

## Leben
Bereits früh mit 28 Jahren wurde er Mitglied des Reichshofrates. Dort gehörte er als Protestant der evangelischen Kurie des Gerichts an. Außerdem wurde er verschiedentlich als Diplomat zu verschiedenen außerordentlichen Missionen eingesetzt. Dazu gehörten Reisen nach Schweden (1663–1664), an verschiedene Höfe Italiens im Jahr 1661, nach Frankreich 1670, nach Braunschweig, Dänemark und Hamburg (1673–1674), sowie nach Den Haag (1691–1693). Insbesondere am Hofe Ludwig XIV. hat er sich mit seinem energischen Auftreten Respekt verschafft. Von 1683 bis 1688 war er neben den Bischöfen von Passau und Eichstätt Prinzipalkommissar am Reichstag in Regensburg.
Im Jahr 1682 war Windisch-Graetz zum Katholizismus konvertiert. Außerdem wurde er zum Reichsgrafen erhoben. Er hatte damit Sitz auf der Grafenbank des Reichstages. Allerdings gelang es ihm nicht, eine tatsächlich reichsunmittelbare Herrschaft zu erwerben. Daher wurde seine Reichsstandschaft bezweifelt. Dies hatte zur Folge, dass ihm auch seine Position als Reichstagskommissar von den Reichsständen bestritten wurde, da dieses Amt an der Reichsstandschaft hing.
1687 wurde er in den Orden vom Goldenen Vlies aufgenommen und um 1693 zum Reichsvizekanzler ernannt.
Windisch-Graetz gehörte seit 1656 der Fruchtbringenden Gesellschaft unter dem Namen der Kühne an und war auch als Dichter von Sonetten und Zeitgedichten tätig. Sein Grab befindet sich in Wien in der Schottenkirche.

## Familie
Er heiratete 1662 seine erste Frau Amalia Margaretha van Brederode (1630–1663). Die Ehe blieb kinderlos.
Nach dem frühen Tod seiner ersten Frau heiratete er im Jahr 1665 die Gräfin Maria Eleonora zu Oettingen-Oettingen (1649–1681). Das Paar hatte mehrere Kinder:
- Eleonora Katharina (1666–1667)
- Eberhardina Eleonora Sophie (1668–1724), Nonne im Kloster Neustadt
- Theophil August (* 1669)
- Ernst Friedrich (* 20. Juni 1670; † 6. September 1727), Diplomat

⚭ 1695 Gräfin Maria Theresia Slavata von Chlum und Koschumberg († 28. April 1699)
⚭ 1709 Gräfin Theresia Rosalia von Rottal (* 1679; † 12. Januar 1753)
- Maria Sidonia (* 1671; † jung)
- Bartholomäus Gundakar (* 1673; † jung)
- Dorothea (* 1673)
- Franz Hartwig (1676–1706)
- Charlotte Elisabeth (* 1677; † jung)
- Maria Katharina (* 12. Juni 1678; † 1708) ⚭ N.N. von Felkerson
- Ferdinand Hartwig (* 31. März 1681; † 10. Mai 1706)

Nach deren Tode heiratete er 1683 Gräfin Maria Theresia zu Saurau (* 14. Dezember 1657; † 7. Oktober 1713). Das Paar hatte mehrere Kinder:
- Sidonie Therese (* 1684), Nonne
- Leopold Victorin Johann Wilhelm (* 17. September 1686; † 19. Dezember 1746) ⚭ Gräfin Marie Ernestine zu Strassoldo (* 16. Januar 1695; † 2. Juli 1766)
- Amadeus (* 11. Juli 1691; † 25. Januar 1704)